# Кристофер Тернстрем

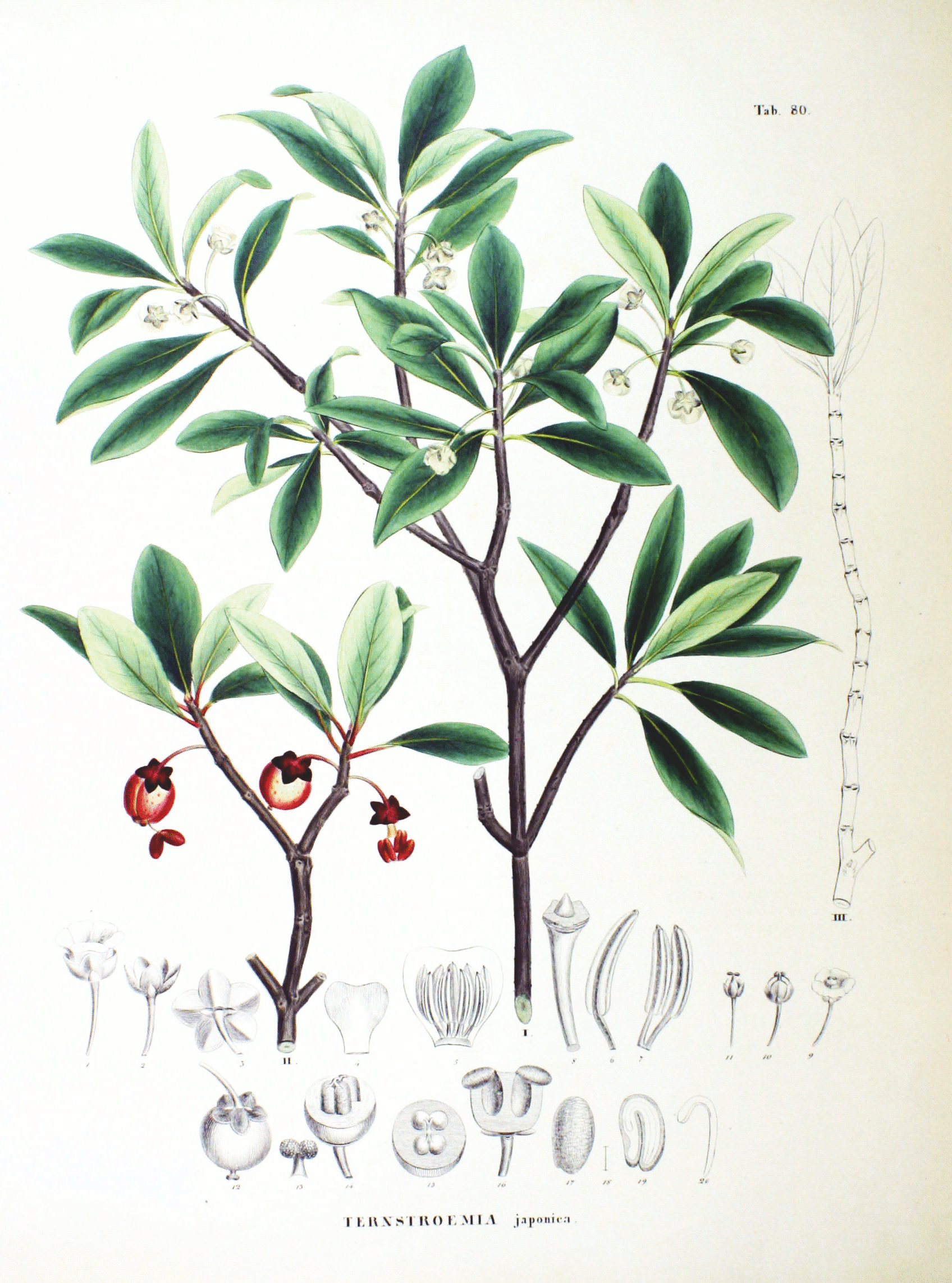
Ternstroemia gymnanthera (syn. Ternstroemia japonica)

Кристофер Тернстрем (швед. Christoffer Tärnström; 1711, Фунбу, Уппсала, Швеція — 4 грудня 1746) — шведський ботанік та священик, перший «апостол Ліннея».

## Життєпис
Кристофер Тернстрем народився у містечку Фунбу провінції Уппланд у 1711 році.
Кристофер Тернстрем навчався в Уппсальському університеті, де він вивчав теологію. Його вчителем був видатний шведський вчений Карл Лінней.
За рекомендацією Карла Ліннея він отримав посаду капелана на кораблі Шведської Ост-Індської компанії. Кристофер Тернстрем помер від тропічної гарячки, ймовірно малярії, на острові Côn Sơn (нині — В'єтнам) 4 грудня 1746 року.
Відомо, що вдова Тернстрема звинуватила Ліннея у тому, що саме з його вини її діти будуть рости сиротами. Лінней після цього став відправляти у експедиції лише тих своїх учнів, які були неодружені.

## Публікації
- En resa mellan Europa och Sydostasien år 1746 (A Passage between Europe and East Asia in the year 1746)[6].

## Вшанування пам'яті
На честь Кристофера Тернстрема названо рід рослин Ternstroemia Mutis ex L.f. з родини Pentaphylacaceae.